# 1982

## Събития
- 13 януари – Малко след излитане самолетът при полет 90 на „Еър Флорида“, се разбива в мост на 14-та улица във Вашингтон и пада в река Потомак. Умират 78 души, включително четирима шофьори в коли на моста.
- 9 февруари – Самолетът при полет 350 на „Джапан Еър Лайнс“ се разбива близо до летище Ханеда при опит за масово убийство-самоубийство на пилот. Умират 24 от 174-те души на борда.
- 5 март – Комикът Джон Белуши е намерен мъртъв от свръхдоза в хотела Chateau Marmont в Лос Анджелис.
- 17 март – ЦСКА София побеждава като домакин носителя на КЕШ – Ливърпул с 2:0 и се класира за полуфинал в турнира.
- 6 юни – израелската армия нахлува в Южен Ливан.
- 13 юни – 11 юли – В Испания се провежда 12-ото Световно първенство по футбол с 24 участващи национални тима. Отборът на Италия печели трофея.
- 20 юни – Край на Фолкландската война.
- 28 юни – Самолетът при полет 8641 на „Аерофлот“ се разпада на височина от 5700 м и разбива южно от Мoзир, Белоруска съветска социалистическа република. Умират всички 132 души на борда.
- 21 юни – Самолетът при полет 403 на „Еър Индия“ се разбива на летище Сахар, Бомбай, Индия и убива 17 души на борда.
- 9 юли – Самолетът при полет 759 на „Пан Ам“ се разбива в Кенър, Луизиана и убива всички 145 души на борда и 8 други на земята.
- 11 август – Бомба избухва на борда на самолета при полет 830 на „Пан Ам“ на път от Токио, Япония до Хонолулу, Хаваи, убит е 1 пътник и са ранени други 15.
- 17 август – Започва първото масово производство на компактдискове в Лангенхаген, близо до Хановер, Германия.
- 30 ноември – Майкъл Джексън издава Thriller, най-продаваният албум за всички времена.

## Родени
- 5 януари – Яница Костелич, хърватска скиорка
- 6 януари – Еди Редмейн, английски актьор
- 9 януари 
  - Кейт Мидълтън, съпруга на уелския принц Уилям
  - Бенямин Леберт, немски писател
  - Нора Босонг, немска писателка
- 12 януари – Величко Чолаков, български щангист
- 13 януари – Мария, българска попфолк певица
- 31 януари – Елена Папаризу, гръцка поп певица
- 1 февруари – Надя, българска попфолк певица
- 2 февруари – Йон Ким, корейска състезателка по голф
- 4 февруари – Кимбърли Уайът, американска поп певица и танцьорка
- 7 февруари  – Делия Матаке, румънска поп певица
- 11 февруари – Нийл Робъртсън, австралийски играч на снукър
- 14 февруари
  - Ибрахим Челиккол, турски актьор
  - Йозге Борак, турска актриса
- 17 февруари – Адриано, бразилски футболист
- 20 февруари – Боян Търкуля, сръбски футболист
- 22 февруари 
  - Джена Хейз, американска порнографска актриса
  - Буура Гюлсой, турски актьор
- 25 февруари – Мария Канелис, американска кечистка
- 26 февруари – Борис Солтарийски, български поп, рок и попфолк певец
- 28 февруари – Петър Димитров, български футболист
- 2 март – Кевин Курани, бразилско-панамско-германски футболист
- 6 март – Николай Христозов, български футболист
- 9 март – Жан-Франсоа Есига, френски волейболист
- 18 март – Калин Николов, български композитор
- 20 март – Томаш Кушчак, полски футболен вратар
- 21 март – Емилия, българска попфолк певица
- 24 март – Борис Дали, български попфолк певец
- 2 април – Давид Ферер, испански тенисист
- 5 април – Томас Хицлспергер, германски футболист
- 12 април – Стефан Илчев, български поп певец
- 17 април – И Джун-ги, южнокорейски актьор
- 18 април – Кирил Котев, български футболист
- 19 април – Кадир Доулу, турски актьор
- 22 април – Кака, бразилски футболист
- 24 април 
  - Кели Кларксън, американска певица
  - Маркиньош, бразилски футболист
- 30 април – Кирстен Дънст, американска актриса
- 5 май – Салим Салимов, български боксьор
- 9 май – Тодор Тодоров, български футболист
- 11 май – Кори Монтийт, канадски актьор и музикант († 2013 г.)
- 15 май – Джесика Сута, американска поп певица и танцьорка
- 20 май – Петър Чех, чешки футболист
- 22 май – Яна Огнянова, българска актриса
- 29 май – Иван Мекиков, български футболист
- 1 юни – Жустин Енен-Арден, белгийска тенисистка
- 3 юни – Теодора, българска попфолк певица
- 8 юни – Виктор Списич, хърватски футболист
- 14 юни – Лилия Недева, български политик и икономист
- 16 юни – Живко Иробалиев, български футболист
- 17 юни – Дирк Лауке, немски писател
- 18 юни – Марко Бориело, италиански футболист
- 21 юни – Уилям Уелс, принц на Уелс
- 25 юни 
  - Едвалдо Оливейра, бразилски боксьор
  - Александър Младенов, български футболист
  - Михаил Южни, руски тенисист
- 28 юни – Симеон Минчев, български футболист
- 30 юни – Лизи Каплан, американска актриса
- 1 юли 
  - Анелия, българска попфолк певица
  - Хилари Бъртън, актриса от САЩ
  - Кармела ДеЧезаре, американски модел и кечистка
- 5 юли 
  - Алберто Джилардино, италиански футболист
  - Туба Бююкюстюн, турска актриса
- 8 юли – София Буш, американска актриса
- 25 юли 
  - Петра Соукупова, чешка писателка, сценарист, драматург
  - Янко Вълканов, български футболист
- 28 юли – Кейн Веласкес, американски MMA борец
- 4 август – Жечо Станков, български политик и икономист
- 7 август – Аби Корниш, австралийска актриса
- 8 август – Илиян, български попфолк певец
- 9 август – Тайсън Гей, американски атлет
- 10 август 
  - Шон Мърфи, английски играч на снукър
  - Девън Аоки, американски топмодел и актриса
- 16 август – Теодор Салпаров, български волейболист
- 19 август – Мануел Лопеш, португалски и мозамбикски футболист
- 23 август – Иван Вангелов, български футболист
- 24 август – Ким Шелстрьом, шведски футболист
- 27 август – Бергюзар Корел, турска актриса
- 29 август – Александър Иванов, български политик и икономист
- 4 септември – Лу Доайон, френска актриса
- 20 септември – Матия Матко, хърватски футболист
- 22 септември
  - Яница, българска попфолк певица
  - Даяна, българска попфолк певица
- 23 септември – Венелина Хаджиева, българска актриса и народна певица
- 27 септември
  - Лил Уейн, американски рапър
  - Маркус Русенбери, шведски футболист
- 30 септември
  - Киеран Кълкин, американски актьор
  - Лейси Чабърт, американска актриса
- 3 октомври – Тимо Глок, немски автомобилен състезател
- 6 октомври – Левон Аронян, арменски шахматист
- 7 октомври – Роби Джинепри, американски тенисист
- 13 октомври – Иън Торп, австралийски плувец
- 22 октомври – Мартин Керчев, български футболист
- 3 ноември – Искра Донова, българска актриса
- 4 ноември – Нийл Мелър, английски футболист
- 6 ноември – Даниел Георгиев, български футболист
- 12 ноември – Ан Хатауей, американска актриса
- 13 ноември – Куми Кода, японска поп-певица
- 15 ноември – Клеменс Й. Зец, австрийски писател
- 23 ноември – Асафа Пауъл, ямайски спринтьор
- 28 ноември – Здравко Тодоров, български футболист
- 30 ноември 
  - Владислав Василев, български футболист
  - Илайша Кътбърт, канадска актриса
- 3 декември – Лора Караджова, българска поп певица
- 5 декември – Борис Георгиев, български боксьор
- 6 декември – Деница Гаджева, български политик
- 8 декември – Ники Минаж, американско-тринидадска певица
- 10 декември – Неделчо Богданов, български аниматор и режисьор
- 12 декември – Дмитрий Турсунов, руски тенисист
- 13 декември – Рики Ноласко, американски бейзболист

## Починали
- 17 януари
  - Пеньо Русев, български писател, литературен историк и критик (р. 1919 г.)
  - Варлам Шаламов, писател, поет, публицист
  - Фердинанд Хоринек, български шахматист
- 1 февруари – Найден Войнов, български шахматист
- 11 февруари – Такаши Шимура, японски актьор
- 18 февруари – Живко Ошавков, български социолог
- 2 март – Филип Дик, американски писател фантаст (р. 1928 г.)
- 5 март – Джон Белуши, американски комик, актьор и музикант (р. 1949 г.)
- 6 март – Айн Ранд, американска писателка
- 18 март – Василий Чуйков, съветски военачалник (р. 1900 г.)
- 27 март – Хариет Адамс, американска писателка
- 29 март – Карл Орф, немски композитор
- 13 април – Иван Моканов, български футболист
- 14 април – Иван Мирчев, български поет
- 20 април
  - Ацо Шопов, писател от СР Македония
  - Юлиус Тинцман, немски писател (р. 1907 г.)
- 4 май – Жорж Алека Дамас, габонски политик
- 8 май – Жил Вилньов, канадски пилот във Формула 1. (р. 1950 г.)
- 10 май – Петер Вайс, немски писател (* 1916 г.)
- 20 май – Димитър Попов, български политик
- 29 май – Роми Шнайдер, австрийска актриса
- 9 юни – Николай Дюлгеров, български художник
- 10 юни – Райнер Вернер Фасбиндер, немски кинорежисьор
- 11 юни – Анатолий Солоницин, руски актьор
- 13 юни – Рикардо Палети, италиански пилот от Ф1 (р. 1958 г.)
- 29 юни – Хенри Кинг, американски филмов режисьор (р. 1886 г.)
- 15 юли – Карло Луканов, български политик
- 17 юли – Христо Кодов, българси литературовед и палеограф
- 18 юли – Роман Якобсон, руски мислител
- 29 юли – Владимир Зворикин, руско-американски изобретател
- 20 август – Ула Якобсон, шведска актриса
- 3 септември – Христо Ампов, български революционер, деец на Вътрешната македонска революционна организация (обединена)
- 11 септември – Албер Собул, френски историк
- 21 септември – Иван Баграмян, съветски маршал от арменски произход (р. 1897 г.)
- 4 октомври – Глен Гулд, канадски пианист
- 7 октомври – Димитър Каданов, български учен и изобретател
- 9 октомври
  - Ана Фройд, германски психоаналитик
  - Филип Ноуъл-Бейкър, британски политик
- 10 октомври – Стефан Мокрев, български писател, дипломат
- 18 октомври – Бес Труман, първа дама на САЩ (1945 – 1953)
- 10 ноември – Леонид Брежнев, съветски политик (р. 1907 г.)
- 17 ноември – Петър Панчевски, български и съветски генерал (р. 1902 г.)
- 30 юни – Константин Колев, български писател (р. 1930 г.)
- 30 ноември – Филип Кутев, български фолклорист (р. 1903 г.)
- 2 декември – Джовани Ферари, италиански футболист и треньор
- 20 декември – Артур Рубинщайн, полско-американски пианист
- 24 декември – Луи Арагон, френски историк, поет, романист и новелист (р. 1897 г.)

## Нобелови награди
- Физика – Кенет Уилсън
- Химия – Аарон Клуг
- Физиология или медицина – Суне Бергстрьом, Бенгт Самуелсон, Джон Вейн
- Литература – Габриел Гарсия Маркес
- Мир – Алва Мюрдал, Алфонсо Гарсия Роблес
- Икономика – Джордж Щиглер

## Филдсов медал
Ален Кон, Уилям Търстън, Шин-Тун Яо